# Günter Radden
Günter Radden (* 11. Juli 1934) ist ein deutscher Anglist.

## Leben
Er erwarb 1967 den Magister Artium in Hamburg in Anglistik, Allgemeine Sprachwissenschaft und Pädagogik. 1967 wurde er wissenschaftlicher Assistent an der Universität Hamburg. Von 1968 bis 1969 war er Lektor an der University of Newcastle upon Tyne. Von 1969 bis 1970 hatte er ein Stipendium an der Indiana University. Von 1970 bis 1981 war er wissenschaftlicher Mitarbeiter an der Universität Trier. Von 1981 bis 1982 vertrat er eine Professur an der Universität Siegen. Von 1982 bis 1999 lehrte er als Professor an der Universität Hamburg. 1985 lehrte er als Gastprofessor an der University of California, Berkeley. Von 1989 bis 1990 hielt er sich als Gastprofessor an der University of California, San Diego auf. Seit 1993 findet ein von ihm initiierter Austausch mit Partner-Universität Warschau statt. 1995 hielt er sich als Gastprofessor an der University of California, San Diego auf. 1999 und 2008 lehrte er als Gastprofessor an der Städtischen Universität Osaka. 2000 hielt er sich als Gastprofessor an der Jagiellonen-Universität auf. 2001, 2003, 2004 hatte er einen Aufenthalt als Gastprofessor an der Universität Bergen. 2002, 2006, 2012 hatte er einen Aufenthalt als Gastprofessor an der Universität Debrecen. Von 2003 bis 2004 hatte er eine Aufenthalt als Gastprofessor an der Universität Warschau.
Seine Schwerpunkte sind kognitive Linguistik, speziell Kognitive Grammatik, Präpositionen, Metonymie, Metaphorik und Motivation in der Sprache.

## Schriften (Auswahl)
- mit René Dirven: Semantische Syntax des Englischen. Wiesbaden 1977, ISBN 3-7997-0661-5.
- Ein Profil soziolinguistischer Variation in einer amerikanischen Kleinstadt. Frankfurt am Main 1979, ISBN 3-8204-6371-2.
- mit René Dirven: Cognitive Englisch Grammar. Amsterdam 2007, ISBN 978-1-55619-664-5.
- als Herausgeber mit Klaus-Uwe Panther: Motivation in grammar and the lexicon. Amsterdam 2011, ISBN 90-272-2381-5.